# Overlord (videogioco 2007)
Overlord è un videogioco d'azione e avventura con elementi RPG per Microsoft Windows, Xbox360 e PlayStation 3, pubblicato nel maggio 2007. Il gioco è stato sviluppato dalla Codemasters, prodotto dai Triumph Studios e distribuito dalla Warner Bros. Interactive. È disponibile anche uno spin-off per Nintendo DS chiamata Overlord: Minions; dal 23 febbraio 2009, inoltre, è disponibile il seguito, Overlord 2.

## Caratteristiche
Il gioco è in terza persona e prevede una modalità a giocatore singolo, in cui il giocatore impersona l'Overlord, un "signore del male", il cui compito è portare rovina e distruzione nel mondo, invece del canonico eroe. Tramite il suo aiutante Gnarl, che spiegherà i comandi e la base delle meccaniche di gioco, l'Overlord imparerà a gestire e accrescere il suo potere. Oltre alle proprie abilità di combattente, l'Overlord può avvalersi dei "Serventi", delle creature che, tramite speciali portali, seguono ogni ordine dell'Overlord, anche se questo vuole dire la loro morte.
Durante il gioco sarà possibile svolgere molte missioni e "favori" dietro il pagamento di ingenti somme di denaro. Le scelte che il giocatore compirà su quali missioni accettare e come portarle a termine faranno salire o scendere il livello di corruzione, che rispecchia la cattiveria dell'Overlord.
Con l'avanzare del gioco, inoltre, il giocatore avrà accesso ad una fornace in cui potrà, come in un videogioco di ruolo, potenziare il proprio equipaggiamento, a scapito della vita di alcuni Serventi.

### Corruzione
La Corruzione è il livello di malvagità presente nell'Overlord, che aumenta vertiginosamente il suo potere a discapito della sua umanità. Ogni azione malvagia commessa aumenta la Corruzione, che dopo il 10% comincerà ad avere un effetto fisico sull'Overlord: delle spine cresceranno sulla schiena e l'armatura si scurirà; dopo il 50%, un'aura rossa circonderà l'Overlord; al 100%, l'Overlord sarà completamente circondato da un'aura incandescente e oscura, con l'armatura che avrà un riflesso rosso, come se fosse insanguinata.
Essere malvagi farà sì che contadini e cittadini si inchinino in preda alla paura, mentre essere "buoni" farà sì che acclamino l'Overlord.

## Trama
La scena iniziale mostra i Serventi che risvegliano l'Overlord dalla sua tomba. Ad accoglierlo è Gnarl, il più anziano dei Serventi, che dopo averlo vestito della sua armatura lo conduce per i meandri della Torre, residenza dell'Overlord, e gli spiega gli eventi successivi alla sua dipartita: dopo la morte dell'Overlord e del suo predecessore, la Torre venne smantellata e privata dei suoi poteri dai sette membri della Setta degli Eroi, che hanno in seguito preso il comando di ciascuna parte del reame, e per poterlo riconquistare l'Overlord deve ripristinare i poteri della propria Torre e rinfoltire i ranghi dei suoi Serventi; pertanto, egli e Gnarl attraversano un portale e raggiungono la radura dei Dolcicolli.
Lì, l'Overlord scopre che i mezzuomini, un popolo di omini grassottelli (ispirati agli Hobbit de Il Signore degli Anelli) che ha occupato quelle terre, utilizzano il Nucleo della Torre, un globo luminoso che costituisce il fulcro del potere della Torre, per coltivare i loro campi, ignari della vera natura dell'artefatto. L'Overlord se ne riappropria e lo riporta alla Torre, che inizia ad acquisire una piccola parte dei suoi poteri. Gnarl però spiega che mancano ancora molti elementi della Torre affinché questa possa riottenere tutte le proprie capacità, e suggerisce all'Overlord di cercarli nelle varie aree del reame; quest'ultimo quindi si reca in un villaggio di Dolcicolli chiamato Baldorias, e vede che gli abitanti del villaggio sono costretti a segregarsi nel proprio accampamento per sfuggire alle vessazioni dei mezzuomini guidati da Melvin PiùPance, un ex membro della Setta degli Eroi, i quali hanno preso il controllo di Baldorias e sottrattone i viveri, scatenando una rovinosa carestia. Insieme al suo esercito di Serventi, egli raggiunge la fortezza del mezzuomo, divenuto enorme a causa del suo appetito insaziabile e recupera i viveri, che può decidere se restituire ai villici o tenerseli per sé. Incontrato Melvin e uccisolo in battaglia, l'Overlord recupera i Serventi rossi e fa ritorno alla Torre.
L'Overlord prosegue verso il castello di Baldorias, che è sotto l'assedio di alcuni predoni, e incontra Vilma, una donna intenta a proteggere i villici, che chiede all'Overlord di recuperare il suo bagaglio ed annientare i predoni. Egli fa quanto richiesto e Vilma gli offre la sua alleanza, seguendolo alla sua Torre e aiutandolo nella gestione della sua struttura.
L'Overlord torna ai suoi reami e si reca nella Foresta di Notteperenne, dove incontra i fantasmi degli elfi che presidiavano il luogo, i quali spiegano che, dopo la loro sconfitta da parte dei nani, Oberon il Sognante, secondo ex membro della Setta degli Eroi e leader degli elfi, rifiutò di agire e sprofondò in un sonno perenne, e il suo corpo dormiente divenne una cosa sola con un albero che infesta il regno, dando forma ai "Teschi", creature corrotte presenti negli incubi di Oberon che cacciarono i nani; ma una volta sconfitti questi ultimi, i Teschi cominciarono ad attaccare gli elfi, che vennero sterminati, dopodiché cominciarono a corrompere la foresta, facendola diventare una palude oscura. L'Overlord trova i Serventi verdi nelle caverne Viridian, immuni al veleno, e cerca di distruggere tutte le radici dell'elfo; ma un corso d'acqua, letale per i Serventi a sua disposizione, gli preclude la via e pertanto il tiranno decide di spostarsi in un altro regno.
Si dirige quindi a Cima del Firmamento, una delle città più grandi del mondo, vessata da una pestilenza che trasforma la gente in mostri senza cervello che invadono le vie principali; l'Overlord e il suo esercito optano pertanto per un ingresso furtivo attraverso le fogne, ma dato che l'ingresso è bloccato da una colonna sott'acqua, l'Overlord decide di esplorare l'area. Dirigendosi verso una caverna, l'Overlord affronta una Succube e trova i Serventi blu, capaci di nuotare; attraversa così le fogne e raggiunge il cuore della città, dove viene a sapere che Messer Guglielmo, terzo ex membro della Setta degli Eroi e paladino della città, ha annullato il suo matrimonio e si è segregato nel suo palazzo, dove si dà a sfrenate feste con i suoi subordinati, i membri dell'Alba Rossa, e a soventi fornicazioni. Il tiranno si imbatte inoltre nell'Ordine Silente che, chiudendo fuori i fedeli, spinge l'Overlord ad attaccarli, ma questi si piegano a lui e lo eleggono dio. Intenzionato a trovare la fonte della peste, l'Overlord si dirige verso la taverna "Cielinterra"; lì un membro dell'Alba Rossa gli spiega che Messer Guglielmo evocò una Succube regina per soddisfare i suoi piaceri carnali. Quest'ultima si rivela essere la causa principale della peste; pertanto, l'Overlord la trova, la elimina e pone fine all'epidemia.
Entrato nella Cittadella, l'Overlord scopre che la donna che doveva sposare Messer Guglielmo è la sorella di Vilma, Lucrezia, che lui tiene prigioniera, e incontra infine l'ex eroe, con cui ingaggia un combattimento. Ucciso il paladino, l'Overlord prende il suo bastone e lo usa per aprire la porta della stanza di Lucrezia che a differenza della virtuosa sorella è una donna crudele e maliziosa, e la conduce alla sua torre. Poiché Vilma non vede di buon occhio la presenza della sorella, l'Overlord deve scegliere chi delle due sarà la propria compagna, che garantirà i suoi servigi. Scegliendo Vilma, l'Overlord avrà al suo fianco una donna buona, mentre scegliendo Lucrezia avrà una compagna malvagia.
Tornato a Notteperenne con i Serventi blu, l'Overlord può ora entrare nel cuore del nascondiglio dei Teschi e distrugge una delle radici, sbloccando l'accesso per il tempio in rovina della Dea Madre, la divinità venerata dagli elfi, per trovare l'ultima delle radici e distruggere Oberon, ma viene bloccato dai fantasmi degli elfi che fanno da guardiani alle tombe. Lì, il tiranno incontra un bandito di Ruborian, intento a saccheggiare le tombe, e segue le sue tracce; in tal modo si dirige verso la camera centrale, dove trova altri due ex membri della Setta degli Eroi, la ladra Preziosa e il suo compagno Kahn, che volevano rubare la statua della Dea Madre che però era già stata sottratta dai nani. Distrutta l'ultima radice, l'Overlord risveglia Oberon, che si dichiara pentito di aver abbandonato la sua gente e attacca l'Overlord: rimasto danneggiato nello scontro, Oberon viene controllato dalle radici e inizia ad evocare i Teschi, supplicando l'Overlord di ucciderlo; il tiranno asseconda la sua richiesta, e, alla morte dell'elfo, si libera il passaggio per le terre dei nani, le Colline Dorate.
Tale regno, come gli altri, è sotto le vessazioni del suo re, il nano Aurelius, che è diventato talmente avido d'oro da esserne soggiogato. Gnarl consiglia all'Overlord di lasciare che Preziosa s'infiltri nell'area e rubi la sacra statua elfica della Dea Madre nella quale si possano nascondere i Serventi, così da poterla tallonare fino al suo nascondiglio segreto nel Deserto Ruborian, mentre l'Overlord trova e affronta il nano. Sconfitto Aurelius, l'Overlord può decidere se prendere la sua scorta d'oro oppure liberare le elfe prigioniere prima che la struttura crolli.
Raggiunto il covo di Preziosa, l'Overlord la cattura e la interroga, ma Kahn attacca Baldorias, intimando ai cittadini di arrendersi e facendosi aprire le porte. L'Overlord scende nel paese e i due iniziano a duellare; l'esito dello scontro è a favore del tiranno, che dopo deciderà se perdonare i cittadini per la loro paura o punirli.
Tornato alla Torre, l'Overlord scopre che i Serventi si sono piegati al precedente Overlord, che altri non è che il Mago, il settimo e ultimo della Setta degli Eroi, nonché il padre di Vilma e Lucrezia. Egli spiega che, nel momento della sua sconfitta, allora c'erano otto eroi, e l'ottavo, un cavaliere coraggioso, ovvero l'attuale Overlord stesso, era sul punto di finirlo, ma cadde accidentalmente da un precipizio; quando i suoi sette compagni sconfissero l'Overlord, invece di preoccuparsi se fosse vivo o morto lo abbandonarono dopo aver saccheggiato la Torre. Con le sue ultime forze, l'Overlord fece sì che gli eroi cadessero vittime dalla loro corruzione interiore, prendendo possesso del corpo del Mago e mettendo il cavaliere nel suo sarcofago, così che potesse tornare integro per trovare e uccidere gli eroi al suo posto. Dopo aver recuperato i nidi e ripreso controllo sui Serventi, l'Overlord e il suo predecessore danno vita a una battaglia vinta dal primo, che riconquista i suoi Serventi e la magione.
In base alla mole di corruzione dell'Overlord e alle sue scelte intraprese, l'epilogo mostrerà otto differenti finali, nei quali si può osservare l'Overlord che viene acclamato dai popoli dei vari regni, oppure intento a torturarli e tormentarli. La vicenda si conclude con il giullare che esegue un misterioso rituale e Gnarl che dice: "Il Male troverà sempre un modo".

### Raising Hell
Poco dopo aver riconquistato il dominio delle terre, l'Overlord ritorna presso i Dolcicolli, dove trova i villici che circondano uno strano portale materializzatosi dal nulla e si convincono che si tratti di un passaggio per il paradiso. Una volta attraversatolo, però, essi e l'Overlord scoprono che oltre il portale c'è l'Abisso, una dimensione parallela e infernale del loro mondo dove si ritrovano torturati e in schiavitù da spettri infernali. Avventurandosi presso la versione infernale dei Dolcicolli, l'Overlord scopre che è presente il redivivo Melvin PiùPance, che, come contrappasso al suo peccato di gola, è condannato ad avere una fame persino più abnorme, e quindi a mangiare fino a scoppiare letteralmente, supplizio ripetuto all'infinito. Alla fine, l'Overlord riesce ad attirare Melvin in una buca profondissima, dove sarà per sempre impossibilitato a mangiare e a risorgere. Lì vicino, l'Overlord scopre una delle Pietre dell'Abisso, la quale gli conferisce il totale dominio su quel territorio. Gnarl suggerisce quindi di ritornare nelle varie parti del reame già visitate, attraversare i portali dell'Abisso e conquistarlo.
Il prossimo obiettivo è l'Abisso di Cima del Firmamento, dove sono state attirate le donne un tempo amanti di Messer Guglielmo e che ora lo bruciano insieme ai suoi fedeli dell'Alba Rossa. Per placare le donne, l'Overlord imprigiona Messer Guglielmo in un congegno, facendogli pulire le varie stanze del palazzo, lo uccide di nuovo e prende la Pietra dell'Abisso, riportando le donne dai loro mariti.
Arrivato nell'Abisso di Notteperenne, l'Overlord osserva che Oberon (ancora imprigionato nell'albero) è costretto a vedere una recita teatrale in cui viene raccontata la sconfitta degli elfi da parte dei nani, ma la vicenda si ferma al secondo atto e ricomincia, non arrivando mai alla fine. L'Overlord decide che lui e i Serventi impersoneranno i nani, portando così avanti la storia, dove scoprono che gli elfi hanno perso a causa dell'arma di Aurelius, Schiacciatutto. Dopo averlo disattivato, l'Overlord utilizza il suo lanciafiamme per bruciare Oberon, che nascondeva la Pietra dell'Abisso.
Nell'Abisso delle Colline Dorate, l'Overlord ritrova Aurelius, completamente trasformato in una statua d'oro semovente e impossibilitato a camminare, e al cui interno è presente la Pietra dell'Abisso. Scoprendo che i nani odiano il loro ex sovrano, l'Overlord decide di utilizzare dell'oro per attirarli affinché lo distruggano pezzo per pezzo, liberando la Pietra. Durante il procedimento, l'Overlord si imbatte in un misterioso essere che afferma di essere stato bandito dalla Dea Madre; Gnarl afferma di aver sentito qualcosa su di lui, ma non ricorda granché.
Nel Deserto Ruborian, l'Overlord scopre un portale che, incastonandovi le quattro Pietre dell'Abisso, lo conduce nel cuore di quella dimensione dove ritrova Kahn, ridotto a pezzi dalla sua stessa rabbia, ma che gli ostruisce il passaggio. Facendo uso di uno degli scheletri, l'Overlord lo smantella e può proseguire all'interno di una fortezza. Qui trova il giullare, che si scopre essere stato manovrato dal Dio Dimenticato: costui una volta era il compagno della Dea Madre, ma quest'ultima lo colse in flagrante in un atto di infedeltà e per vendetta lo scaraventò nell'Abisso, facendolo dimenticare da tutti i mortali. Il suo piano era quello di usare la sofferenza delle persone grazie ai portali, per poter uscire e farsi ricordare da tutti, ma l'Overlord ha interferito con il suo piano prendendo le varie pietre e decide dunque di eliminarlo. Ne segue uno scontro in cui il Dio Dimenticato viene schiacciato da alcuni pezzi della torre e ridotto in cenere dall'Overlord, ma prima di esalare il suo ultimo respiro egli distrugge il portale, condannando così l'Overlord a rimanere imprigionato nell'Abisso, ora divenuto il suo nuovo regno.
Nel mondo reale, Gnarl ripensa a tutti gli Overlord che ha servito, confessando però che si era particolarmente affezionato a quello attuale, e adesso i Serventi sono senza una guida. Gnarl però afferma che molto probabilmente riuscirà a scappare dall'Abisso, ma nel frattempo dovranno trovare un nuovo successore. In quel momento, Vilma/Lucrezia rivela di aspettare un figlio dall'Overlord e per giunta è in procinto di darlo alla luce, e la vicenda si conclude mentre Gnarl dice: "Ah beh, il male troverà sempre un modo".

## Personaggi
L'Overlord
Un coraggioso cavaliere che, insieme ai suoi sette compagni, volle liberare il mondo dall'Overlord, finendo però in fin di vita nella battaglia e trascurato dai suoi colleghi. Ritrovato dall'Overlord, verrà rinchiuso in un sarcofago per potersi riprendere e diventare "momentaneamente" il nuovo Overlord, senza più alcun ricordo di chi fu, per poter compiere la sua vendetta. Nell'espansione Raising Hell, una volta sconfitto il Dio Dimenticato, diventerà suo malgrado il nuovo signore dell'Abisso.
Gnarl
Anziano Servente e consigliere dell'Overlord. In assenza del suo signore è stato lui ad occuparsi della Torre e degli altri Serventi, ed è suo compito istruire l'Overlord e i suoi discendenti nelle vie del male e aiutarlo nei suoi piani malvagi. Cova un odio profondo per gli elfi.
Giullare
Un Servente che svolge il ruolo di giullare di corte dell'Overlord, il cui scopo è intrattenere e subire tutti i maltrattamenti e le vessazioni che gli infligge il suo signore. Scomparirà alla fine del gioco.
Melvin PiùPance
Re dei mezzuomini, rappresenta la gola. Era uno degli otto eroi e il sovrano di Dolcicolli, finché il Mago non lo corruppe dicendogli che un eroe può avere tutto il cibo che vuole: Melvin cominciò così ad opprimere il villaggio di Baldorias, portandolo alla carestia. Combatte rotolando e cercando di schiacciare l'avversario con il proprio peso corporeo. Nell'Abisso, subisce il contrappasso di mangiare, esplodere e risorgere per poter mangiare per sempre.
Oberon
Re degli elfi, è inglobato in un albero che prende il controllo della mente dell'elfo, e rappresenta l'accidia. Combatte evocando troll, unicorni e minotauri. Nell'Abisso, è costretto a guardare la tragedia della caduta degli elfi ad opera dei nani rappresentata in un teatro, come contrappasso per non essere intervenuto in difesa del suo popolo.
Messer Guglielmo
Ex paladino, rappresenta la lussuria. Combatte colpendo con il suo bastone o usando i suoi attacchi magici e sa teletrasportarsi. Nell'Abisso, come contrappasso per la sua passione, verrà arso in continuazione.
Aurelius
Re dei nani, fa combattere al suo posto il suo rullo compressore Schiacciatutto, e rappresenta l'avidità. Nell'Abisso, diventa egli stesso d'oro, rimanendo fermo senza poter fare nulla.
Vilma ("Rose" nella versione originale)
Una possibile Signora della Torre. Vilma è una donna buona, onesta e leale, dedita alla magia bianca. È molto discreta nei confronti dell'Overlord e cerca, nei limiti delle sue possibilità, di indirizzarlo verso un atteggiamento misericordioso nei confronti dei popoli che sottomette.
Lucrezia ("Velvet" nella versione originale)
La sorella minore di Vilma, ed altra possibile Signora della Torre. Molto più subdola e materialista rispetto alla sorella, Lucrezia approccia l'Overlord con modi lascivi e cerca di incentivare ulteriormente la sua indole di Signore del Male.
Preziosa ("Jewel" nella versione originale)
Ladra recidiva, Preziosa rappresenta l'invidia. È l'unica dei sette eroi che non viene uccisa, ma solo rapita.
Kahn
Poderoso guerriero gigante innamorato di Preziosa, rappresenta l'ira e combatte con il suo Morningstar gigante. Nell'Abisso, viene ritrovato con il corpo fatto a pezzi, come contrappasso per la sua ira, e ridotto ad un cumulo.
Il Mago
Un potente mago, padre di Vilma e Lucrezia, che un giorno decise di estirpare il male dal mondo, divenendo la sua unica convenzione di vita, senza preoccuparsi degli altri. Rappresenta la superbia, e non è altri che il precedente Overlord, che ha posseduto il corpo del Mago originale poco prima di morire.
Il Dio Dimenticato
Presente solo nell'espansione "Raising Hell", si tratta del Dio che comanda tutti gli spettri infernali negli abissi. Odia la Dea Madre perché costei, una volta divenuta sua sposa, l'ha bandito nell'Abisso Infernale per infedeltà, e da allora cerca di uscire.

## Raising Hell
Overlord: Raising Hell è un'espansione che aggiunge nuove aree di gioco, il giocatore deve conquistare gli Abissi, una sorta di versione infernale dei domini originali, in cui c'è una punizione diversa per ogni eroe morto.